# Berchères-les-Pierres

Berchères-les-Pierres este o comună în departamentul Eure-et-Loir, Franța. În 1 ianuarie 2022 avea o populație de 1.000 de locuitori.